# Altswert mester
Altswert mester, Meister Altswert (14. század második fele) német költő
Eredeti személynevét nem ismerjük, életéről is mindössze annyit tudunk, hogy elzászi volt. Neve alatt négy minneallegória (lásd: Minnesang) maradt fenn.